# كين بون
كين بون (بالإنجليزية: Ken Bone)‏ هو مدرب كرة سلة أمريكي، ولد في 21 مايو 1958 في سياتل في الولايات المتحدة.